# Sistema Nacional de Viação

Mapa do Subsistema Ferroviário Federal

O Sistema Nacional de Viação (SNV) é constituído pela infraestrutura física e operacional dos vários modos de transporte de pessoas e bens, sob jurisdição dos diferentes entes da Federação. Foi estabelecido pela Lei n.º 12.379 de 2011.
Uma definição anterior, ainda não revogada expressamente, é a da Lei Federal n.º 10.233, de 5 de junho de 2001. Conforme o artigo 2.º dessa norma, o SNV é constituído pela infraestrutura viária e pela estrutura operacional dos diferentes meios de transporte de pessoas e bens, sob jurisdição da União, dos Estados, do Distrito Federal e dos Municípios.
Quanto à jurisdição, o sistema nacional de viação é composto pelo Sistema Federal de Viação (SFV) e pelos sistemas de viação dos Estados, do Distrito Federal e dos municípios.

Desta forma, os resultados do SNV dependem da integração modal entre os três subsistemas, cada qual assumindo suas atribuições sob responsabilidade dos respectivos entes federativos (quadro 1).  

Mapa do Subsistema Rodoviário Federal

| Subsistema de Viação | Objetivos principais |
| SNV                  | Oferta de uma malha viária adequada, capaz de garantir o transporte de pessoas e bens com segurança, confiabilidade e menor custo total. |
| SFV                  | Garantir uma malha viária estratégica visando a segurança e unidade do território nacional e à integração regional e internacional.      |
| SEVs e SMVs          | Proporcionar uma integração viária urbana, entre seus pares limítrofes e com sistemas de viação com alcances nacional e internacional.   |

## Princípios e diretrizes
O SNV deve obedecer a princípios e diretrizes estabelecidos em consonância com o disposto nos incisos XII e XXI do art. 21 da Constituição Federal, conforme disposto pelo artigo 1.º da já referida Lei 12.379/11. Tais dispositivos constitucionais estabelecem que a União deve:
1. Explorar, diretamente ou mediante autorização, concessão ou permissão:
  - a navegação aérea, aeroespacial e a infraestrutura aeroportuária;
  - os serviços de transporte ferroviário e aquaviário entre portos brasileiros e fronteiras nacionais, ou que transponham os limites de Estado ou Território;
  - os serviços de transporte rodoviário interestadual e internacional de passageiros;
  - os portos marítimos, fluviais e lacustres;
2. Estabelecer princípios e diretrizes para o sistema nacional de viação.

## Atores do SNV segundo a Legislação[3]

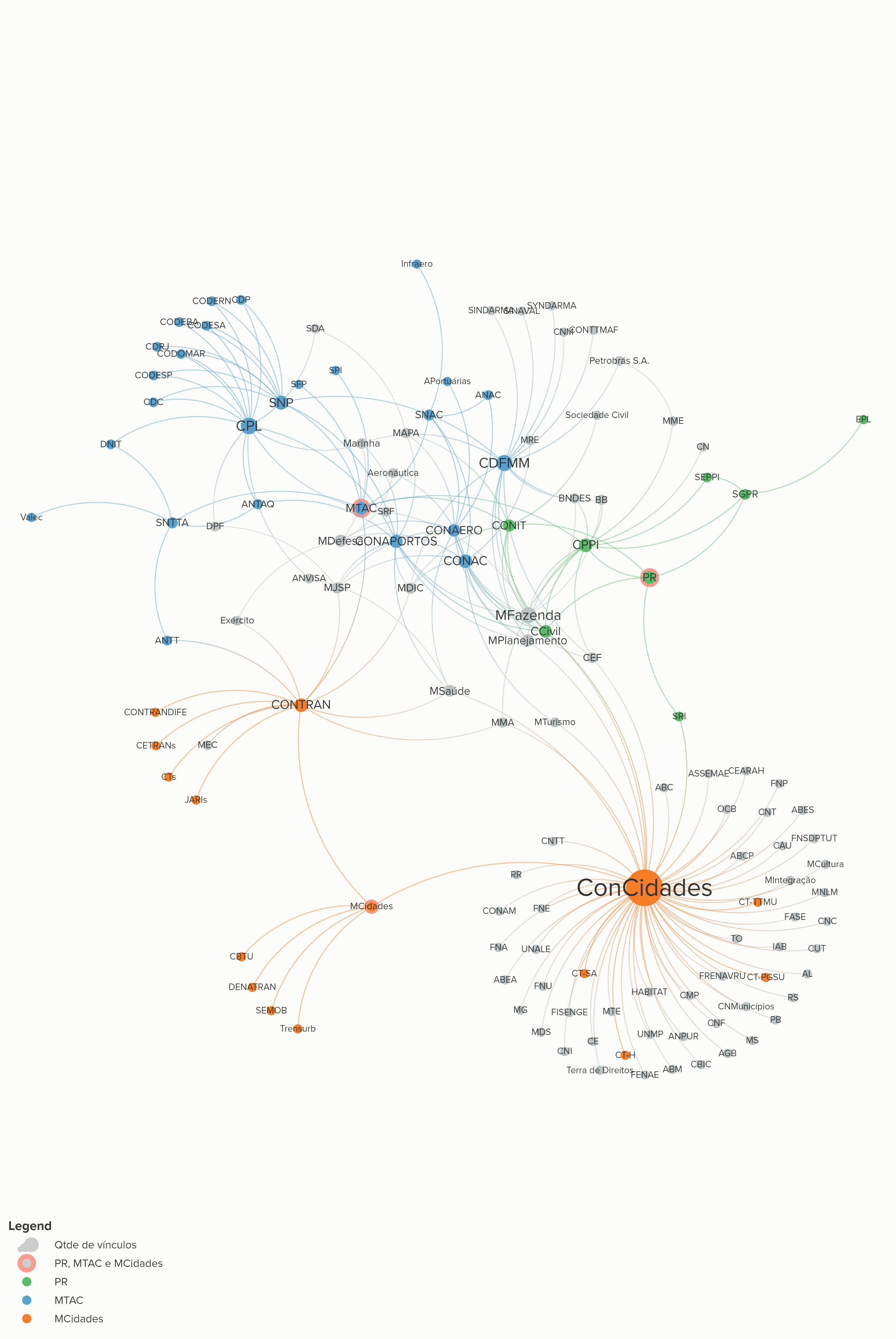
Mapa institucional do SNV [https://embed.kumu.io/c9635717ec961ad49448de9d4268b4a6

Apesar da distribuição das obrigações do SNV entre os entes da Federação, a legislação define que cabe à União integrar os diversos subsistemas e desempenhar atividades de planejamento, construção, manutenção, operação e exploração dos respectivos modais e componentes do SFV. Especificamente, compete à União explorar os serviços de transporte interestaduais e internacionais, estabelecer os princípios e as diretrizes do SNV e dos transportes urbanos, bem como legislar sobre as diretrizes da Política Nacional de Transportes (PNT), o transporte e trânsito.
O Conselho Nacional de Integração de Políticas de Transporte é considerado a autoridade máxima do SNV, cabendo à União desempenhar suas competências por meio de três órgãos: a Presidência da República (PR), o Ministério dos Transportes e Aviação Civil (MTAC) e o Ministério das Cidades (MCidades). A partir da estrutura institucional desses órgãos, podem ser identificados 314 representantes distribuídos em 127 instâncias de 70 instituições. O mapa a seguir apresenta esta composição.

## Sistema Federal de Viação

### Subsistemas
Quanto aos modos de transporte, o sistema federal de viação compreende os subsistemas:
- Subsistema Rodoviário Federal: Lista de rodovias do Brasil
- Subsistema Ferroviário Federal: Lista de ferrovias do Brasil
- Subsistema Aquaviário Federal: Lista de hidrovias do Brasil, Lista de portos do Brasil

- Subsistema Aeroviário Federal: Lista de aeroportos do Brasil